# Браунинг (Илиноис)
Браунинг (енгл. Browning) град је у америчкој савезној држави Илиноис.

## Демографија
По попису из 2010. године број становника је 137, што је 7 (5,4%) становника више него 2000. године.
| Група             | 2000.       | 2010.       |
| Белци             | 127 (97,7%) | 132 (96,4%) |
| Афроамериканци    | 0 (0,0%)    | 0 (0,0%)    |
| Азијати           | 0 (0,0%)    | 0 (0,0%)    |
| Хиспаноамериканци | 2 (1,5%)    | 5 (3,6%)    |
| Укупно            | 130         | 137         |